# Mallonia pauper
Mallonia pauper es una especie de escarabajo longicornio del género Mallonia, tribu Neopachystolini, subfamilia Lamiinae. Fue descrita científicamente por Jordan en 1903.
La especie se mantiene activa durante el mes de abril.

## Descripción
Mide 21-22 milímetros de longitud.

## Distribución
Se distribuye por Angola y Camerún.